# Kozacy orenburscy

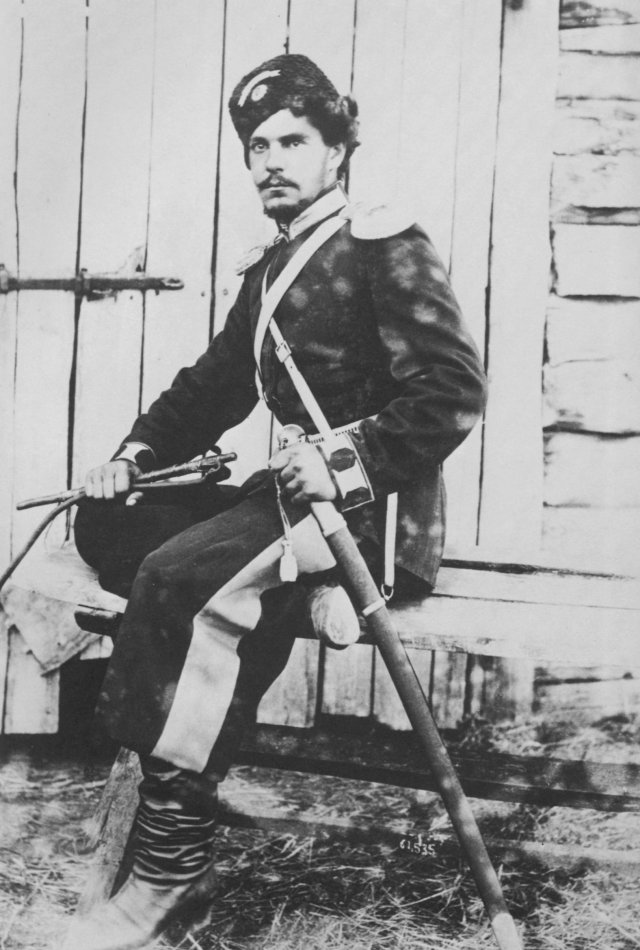
Oficer kozaków orenburskich

Kozacy orenburscy to kozacy wchodzący w skład Kozackiego Wojska Orenburskiego (ros. Оренбургское казачье войско) zamieszkujący prowincję Orenburską w czasach Imperium Rosyjskiego (dzisiaj jest to część obwodu orenburskiego, czelabińskiego i Baszkortostanu).
Po budowie fortyfikacji w 1734 roku, wokół mającego powstać w przyszłości Orenburga (oficjalnie założony w 1735 roku), władze zaczęły osiedlać tu kozaków z różnych części Imperium, przede wszystkim z Ufy, Samary i znad rzeki Iset. Było to podyktowane chęcią zasiedlenia tych ziem i zapewnienia im stałej obrony. W 1755 roku utworzono Kozackie Wojsko Orenburskie, liczące 2 000 żołnierzy. 
W latach 1773–1774 kozacy orenburscy wzięli udział w powstaniu Jemieljana Pugaczowa, za co spotkały ich później represje, ale utrzymano ich w służbie. W 1798 roku wszystkie osady kozackie w południowej części Uralu zostały przyłączone do Kozackiego Wojska Orenburskiego (poza kozakami uralskimi). W 1840 roku ostatecznie wyznaczono granice zasięgu kozaczyzny orenburskiej i jej siły militarne. Od tamtej pory składała się z 10 regimentów kawalerii i 3 batalionów artyleryjskich. W połowie XIX wieku populacja kozaków na tym obszarze wynosiła 200 000 ludzi.
Kozacy orenburscy brali udział w wojnie rosyjsko-szwedzkiej w latach 1788-1790 a później we wszystkich wojnach rosyjskich w Azji Środkowej.
Kozackie Wojsko Orenburskie składało się z dwóch dystryktów (po 1878, z trzech departamentów). W 1916 roku liczba kozaków w okręgu Orenburskim wynosiła już ponad 500 000 i należało do nich wiele ziemi. Na początku XIX wieku siły kozackie liczyły sześć regimentów kawalerii, trzy bataliony artyleryjskie, jeden batalion konnicy i trzy sotnie piechoty. Podczas I wojny światowej Kozackie Wojsko Orenburskie utrzymywało jeden batalion i osiemnaście regimentów kawalerii, dziesięć batalionów artyleryjskich, jedną sotnię gwardii, 9 sotni piechoty, 7 i pół sotni rezerwowych i 39 sotni specjalnych, czyli łącznie 27 000 żołnierzy.
Po rewolucji październikowej w 1917 roku kozacy orenburscy poparli białych i pod dowództwem Atamana Aleksandra Dutowa walczyli przeciwko bolszewikom, choć część z nich, przede wszystkim biedota, wstępowała do Armii Czerwonej, gdzie utworzono kilka oddziałów kozaków orenburskich.
W 1920 roku, podobnie jak inne formacje kozackie, Kozackie Wojsko Orenburskie zostało zlikwidowane przez komunistów.